# Santa Ana (El Salvador)
Santa Ana è il capoluogo del dipartimento di Santa Ana e la seconda città dell'El Salvador.

## Amministrazione

### Gemellaggi
- La Ceiba

## Galleria d'immagini

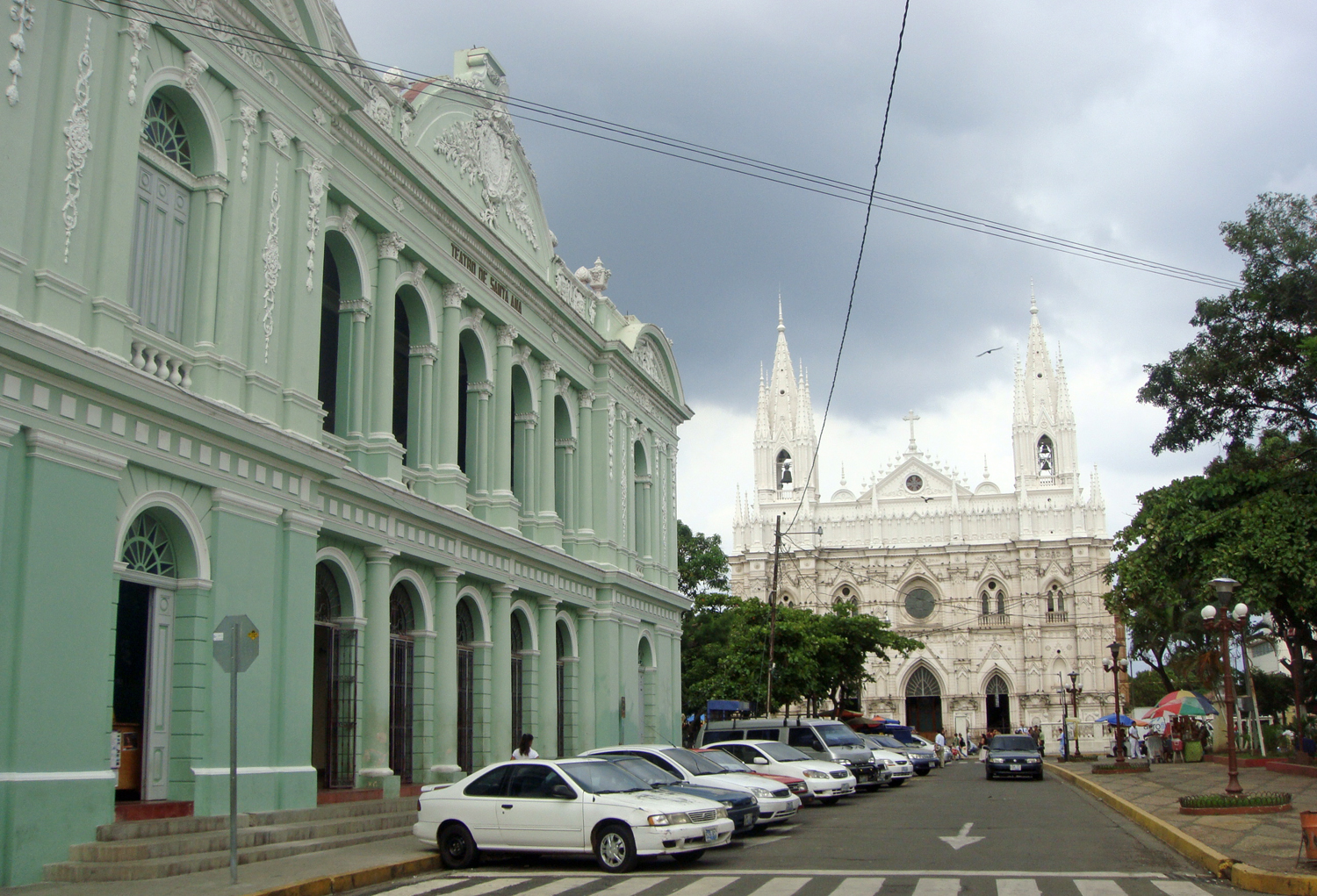
Teatro e cattedrale
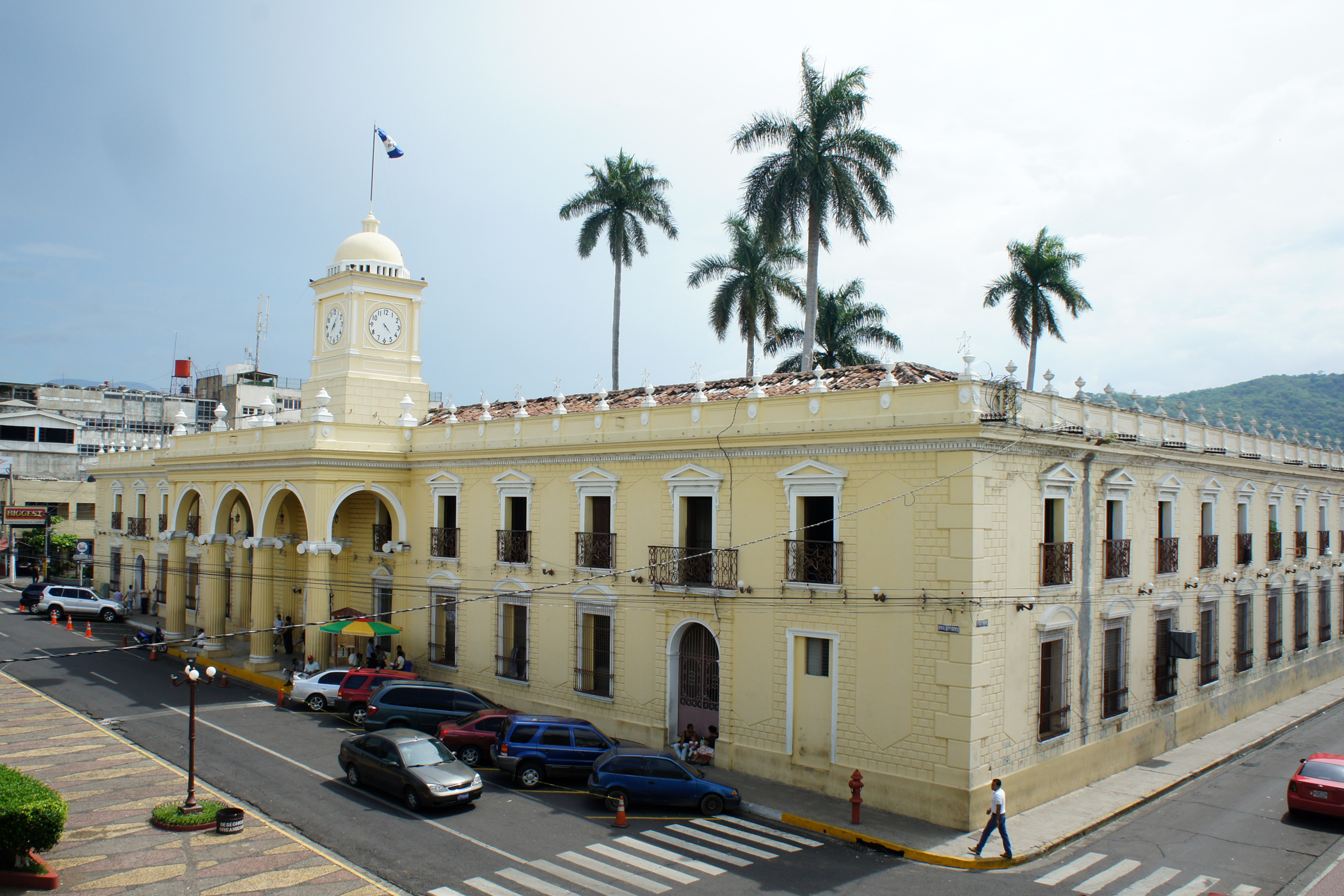
Palazzo comunale
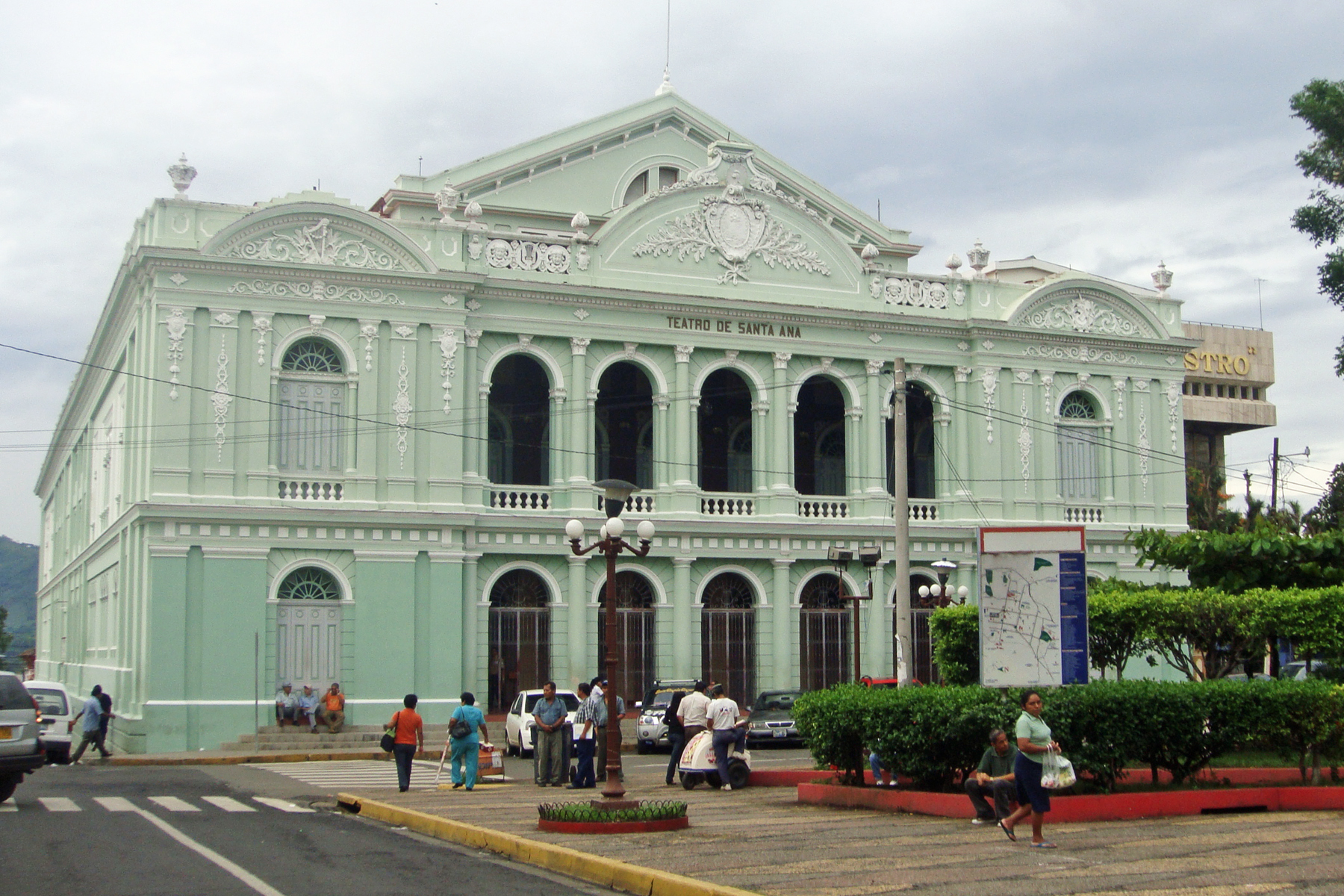
Teatro
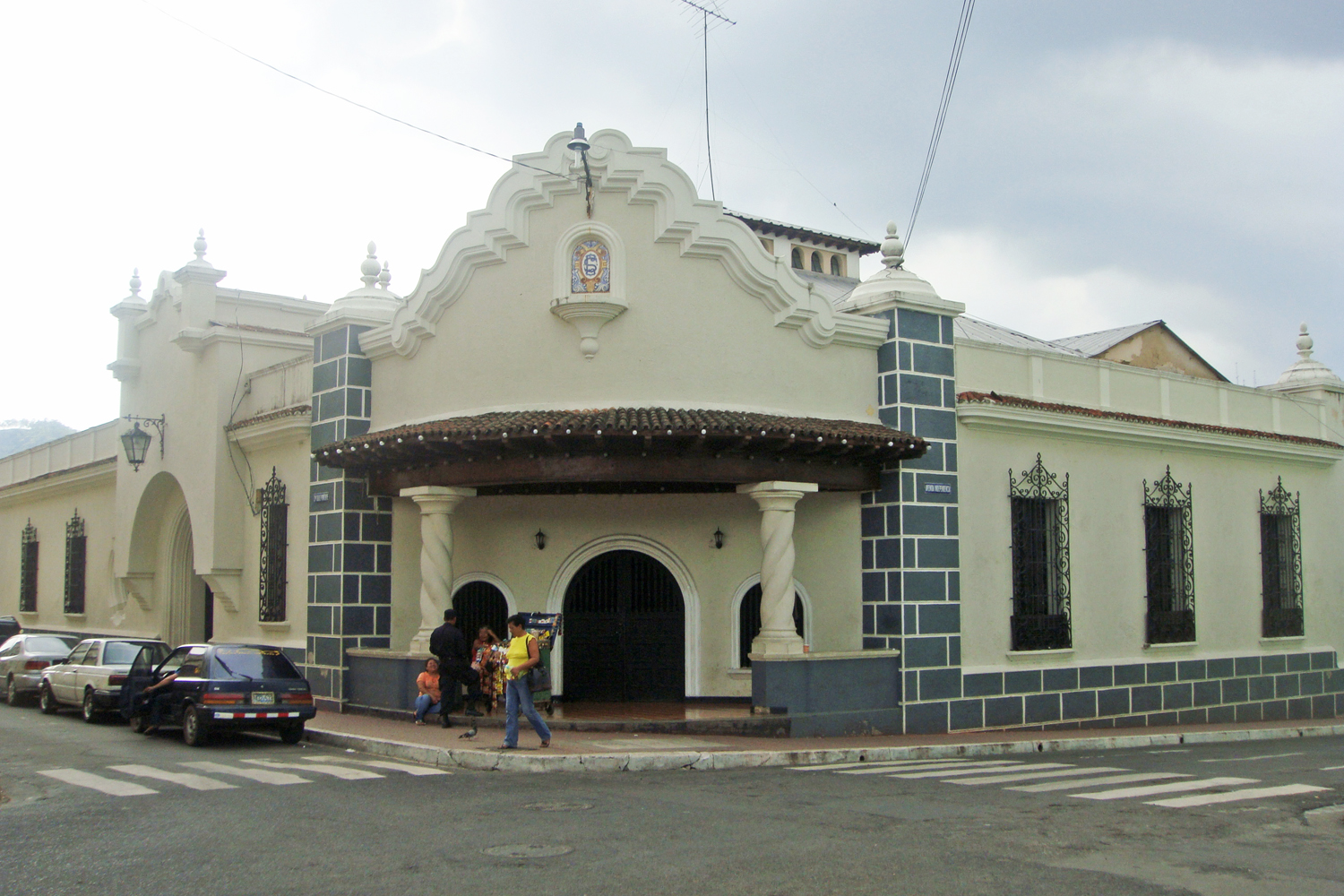
Casinò